# 1490
1490. је била проста година.

## Смрти
- 6. април — Хуњади Матија, мађарски краљ. (*1443)